# Cestrum bahamense
Cestrum bahamense är en potatisväxtart som beskrevs av Nathaniel Lord Britton. Cestrum bahamense ingår i släktet Cestrum och familjen potatisväxter. Inga underarter finns listade i Catalogue of Life.